# King Arthur (Purcell)
King Arthur, o The British Worthy (La llumenera britànica) és una semiòpera de Henry Purcell (1659–1695) basada en una obra teatral de John Dryden (1631–1700), en anglès, en cinc actes i un pròleg.

## Creació i recepció de l'obra
L'obra, subtitulada The British Worthy (La llumenera britànica), té un llibret de John Dryden i música de Henry Purcell.
Tal com l'entenem avui, King Arthur no és formalment una òpera, ja que els personatges principals de la trama no canten, momés s'expressen parlant i la música només té una funció d'acompanyament o s'utilitza per emfasitzar l'acció dramàtica. Les parts vocals són interpretades pels personatges secundaris, que apareixen en escenes que només estan vagament vinculades a la trama principal, i que adopten sovint les formes de les mascarades. És considerada una semiòpera, una forma típica de l'òpera barroca anglesa del segle XVII.
Tot i que la música és secundària respecte del llibret, King Arthur conté algunes de les cançons i fragments de música incidental més inspirats i bonics que Purcell mai va compondre, amb ritmes de ball i harmonies molt avançades per a la seva època. Una de les parts més conegudes de l'òpera és l'anomenada 'Escena de la gelada' del tercer acte, que mostra com el poder de l'amor (Cupido) és capaç de desglaçar fins i tot el cor més gèlid. L'ària que s'hi canta 'Cold Song', sembla que inspirada en un personatge de l'Isis de Jean-Baptiste Lully, és una dels fragments musicals més famosos de l'òpera barroca.
Tot i que l'òpera és més freqüent que en èpoques passades en els repertoris dels teatres, actualment sol ser interpretada en produccions amb el text de Dryden normalment escurçat, modificat o omès completament.

## Resum de la trama
El rerefons de l'argument dels cinc actes de l'obra són les batalles del rei Artús britànic amb els saxons; a part de la presència del mag Merlí, no hi apareixen altres personatges llegendaris de Camelot a l'obra. Els que si que hi apareixen són altres personatges de la mitologia grega com Cupido i Venus, així com les divinitats nòrdiques Wotan (Odin), Thor i Freia. La trama més apuntada que plenament desenvolupada, gira al voltant dels esforços d'Artús per rescatar la seva promesa, la princesa cega Emmelina de Cornualla, dels braços del seu arxienemic, el rei saxó Osvald de Kent.

### Primer acte
Artús, el rei cristià de Gran Bretanya, està amenaçat pels saxons que comanda el rei Osvald i hauria estat derrotat fa molt de temps si no hagués estat per la protecció que li ha estat atorgada pel mag Merlí. D'aquesta manera, Artús ha pogut reconquerir la major part del seu imperi, tot i el suport que el rei saxó va rebre del mag Osmond, l'esperit Grimbald i l'esperit de l'aire Philidel. A més, l'amor d'Osvald per Emmelina fa d'Artús i Osvald enemics irreconciliables. Esclata una batalla ferotge; els saxons són derrotats i fugen.

### Segon acte
Merlí aconsegueix que Philidel li faci costat. Mentrestant, Grimbald, disfressat de pastor, intenta enganyar els britànics. Philidel rescata Artús i els seus guerrers dels aiguamolls on s'han empantanegat.

### Tercer acte
Grimbald es disfressa de dona i, acompanyat d'Osvald i Osmond, segresta Emmelina. Mentre els britànics prometen alliberar la presonera i Artús lamenta la pèrdua de la seva estimada, Osvald els assetja. Però ni ell ni Osmond amb tot el seu poder màgic no aconsegueixen guanyar-se el favor d'Emmelina. Mentrestant, ella ha rebut un bàlsam de Philidel, que l'allibera de la seva ceguesa. Com en somnis, Artús i Emmelina aconsegueixen veure's.

### Quart acte
De nou Grimbald intenta atraure Artús a un bosc encantat ple de sirenes, sàtirs i nimfes i corrompre'l. Però tot disfressar-se d'Emmelina, no pot aconseguir-ho. Artús destrueix el bosc i captura Osmond.

### Cinquè acte
Artús derrota a Osvald, que l'ha desafiat a un duel, però li perdona la vida. Mentre Merlí anuncia la pau general, Emmelina s'apressa per retrobar-se amb Artús. Tots s'uneixen en una cançó de lloança a la Gran Bretanya i a Sant Jordi, el patró de l'illa, que va deslliurar-la dels dracs i la barbàrie.

## Seqüència de números musicals
La numeració i la denominació corresponen a la de la catalogació de Zimmerman:
- 1) 1r Música
- 2) 2n Música
- 3) Aire
- 4) Obertura
- 1er acte
  - 5) Preludi i Ària, "Woden, first to thee"
  - 6) Ària, "The white horse"
  - 7-8) Preludi, Ària i Cor, "Brave Souls"
  - 9) Aria, "I call ye all to Woden's hall"
  - 10) Simfonia, Ària i Cor, "Come if you dare"
  - 11) melodia del 1r acte
- 2n acte
  - 12) Preludi i Ària, "Hither this way bend"
  - 13) Aria, Ritornello, "Let not a moon-born Elf"
  - 14) Diàleg i cor, "Come follow me"
  - 15) Dansa, ària i cor, "How blest are Shepherds"
  - 16) Simfonia i duet (diàleg), "Shepherd leave decoying"
  - 17) Cor i <i>Hornpipe</i>, "Come Shepherds"
  - 18) melodia del 2n acte
- 3r acte
  - 19) Preludi i ària, "What ho"
  - 20) Preludi i Ària, "What power art thou?"
  - 21) Aria, "Thou doting fool forbear"
  - 22) Aria, "Great love"
  - 23) Ària, "No part"
  - 24) Preludi, cor i dansa, "See, see"
  - 25) Ària, Ritornello i Cor, "Tis I, that have warm'd ye"
  - 26) Preludi i duet, "Sound a Parley"
  - 27) Ària, Ritornello i Cor, "Tis I, that have warm'd ye"
  - 28) Melodia del tercer acte (aire)
- 4t acte
  - 29) Duet, "Two Daughters"
  - 30a) Passacaglia
  - 30b–d) Ària, ritornel i cor, "How happy the Lover"
  - 30e–i) Diàleg i cor, "No, no joy"
  - 31) melodia del quart acte
- 5è acte
  - 32a) Preludi (melodia de trompeta)
  - 32b–c) Aria, "Ye Blust'ring Brethren"
  - 33) Simfonia
  - 34) Duet i cor, "Round thy coasts"
  - 35a) Aria, "You say tis love"
  - 35b–c) Ària i Cor, "This no my passion"
  - 35d–e) Ària i Cor, "But one soft moment"
  - 36) Duet, "For folded flocks"
  - 37) Ària i Cor, "Your hay is mown"
  - 38) Aria, "Fairest Isle"
  - 39) Cor, "Saint George"
  - 40) Melodia del cinquè acte (Xacona)